# Vojašnica Edvarda Peperka
Vojašnica Edvarda Peperka (nekdanja vojašnica Bratstva in Enotnosti nato vojašnica Franca Rozmana - Staneta) je bila vojašnica JLA, od osamosvojitve Slovenije pa vojašnica Slovenske vojske; zgrajena je bila leta 1975. Nahaja se na Leskoškovi 7 v Ljubljani.
Leta 2012 jo je Vlada Janeza Janše preimenovala  po Edvardu Peperku, eni prvih žrtev vojne za Slovenijo.

## Enote
Trenutno
- 1. brigada Slovenske vojske
- 10. pehotni polk Slovenske vojske
- 17. bataljon vojaške policije Slovenske vojske
- Tehnični zavod Slovenske vojske
- Garda Slovenske vojske

Bivše
- 12. gardni bataljon Slovenske vojske